# Simsia
Simsia es un género de plantas con flores perteneciente a la familia  Asteraceae.  Comprende 60 especies descritas y de estas, solo 25 aceptadas. Se encuentra distribuido desde el suroeste de los Estados Unidos hasta el centro de Argentina, con una variedad en Jamaica.

## Descripción
Son hierbas anuales o perennes, sufruticosas a arbustos gruesos, pubescentes; tallos teretes. Las hojas opuestas por lo menos en la parte inferior, 3-nervias desde la base, a menudo reducidas en las ramas superiores y especialmente en la capitulescencia, márgenes finos a gruesamente serrados a crenulados, no lobados a lobados; pecioladas. Capitulescencias cimosas a paniculadas, laxa a estrechamente ramificadas, pedúnculos casi siempre puberulento-glandulares; capítulos heterógamos, radiados (en Nicaragua), ovoides a campanulados, los radios rápidamente caedizos en los aquenios persistentes; involucros campanulados; filarias en 2–4 series, imbricadas, aplicadas o reflexas, las series exteriores e internas subiguales o las exteriores más cortas, dorsalmente pubescentes; páleas escariosas, rígidas, agudas a acuminadas o aristadas, en general pajizas y glabras abaxialmente, escabrosas o pubescentes, frecuentemente verdes, purpúreas o blanquecinas adaxialmente; receptáculos convexos; flósculos del radio en 1 serie, los ovarios estériles, lineares, triquetros, glabros o con tricomas puberulentos a lo largo del margen; flósculos del disco tubulares y abruptamente ensanchados hacia arriba en una garganta subcilíndrica, ventricosos en la base y ligeramente expandidos en el ápice, terminando en 5 lobos triangulares, el tubo puberulento-glandular, la garganta glabra, puberulenta o pubescente, los lobos puberulento-glandulares por fuera, las anteras con apéndices terminales ovados, los estilos amarillos con base ensanchada hasta formar un bulbo globoso, ramas delgadas y generalmente enrolladas. Aquenios obovados u oblongos, lateralmente comprimidos, con los ápices adyacentes al punto de unión de la corola, glabros o con 2 aristas ascendentes aplanadas en la base, sin escamitas, glabros o adpreso-pubescentes, café-negros o moteados cuando maduros, estos colores y formas pueden encontrarse en una misma especie o población.

## Taxonomía
El género fue descrito por Christiaan Hendrik Persoon y publicado en Synopsis Plantarum 2: 478–479. 1807. La especie tipo es Simsia amplexicaulis (Cav.) Pers.

### Etimología
Simsia: nombre genérico dado en honor al médico y botánico inglés John Sims (1749–1831)

## Especies aceptadas
A continuación se brinda un listado de las especies del género Simsia aceptadas hasta julio de 2012, ordenadas alfabéticamente. Para cada una se indica el nombre binomial seguido del autor, abreviado según las convenciones y usos.
- Simsia amplexicaulis (Cav.) Pers., denominada en México acahual[5]
- Simsia annectens S.F.Blake
- Simsia calva A.Gray
- Simsia caucana Cuatrec.
- Simsia chaseae (Millspaugh) S.F.Blake
- Simsia dombeyana DC.
- Simsia eurylepis S.F.Blake
- Simsia foetida (Cav.) S.F.Blake
- Simsia fruticulosa (Spreng.) S.F.Blake
- Simsia ghiesbreghtii (A.Gray) S.F.Blake
- Simsia grandiflora Benth. ex Oerst.
- Simsia guatemalensis H.Rob. & Brettell
- Simsia hispida (Kunth) Cass.
- Simsia holwayi S.F.Blake
- Simsia jamaicensis S.F.Blake
- Simsia lagasceiformis DC.
- Simsia molinae H.Rob. & Brettell
- Simsia pastoensis Triana
- Simsia sanguinea A.Gray
- Simsia santarosensis D.M.Spooner
- Simsia setosa S.F.Blake
- Simsia steyermarkii H.Rob. & Brettell
- Simsia subaristata A.Gray
- Simsia tenuis (Fernald) S.F.Blake
- Simsia villasenorii D.M.Spooner

## Bibliobrafía
1. Flora of North America Editorial Committee, e. 2006. Magnoliophyta: Asteridae, part 8: Asteraceae, part 3. 21: i–xxii + 1–616. In Fl. N. Amer.. Oxford University Press, New York.
2. Forzza, R. C. & et al. 2010. 2010 Lista de espécies Flora do Brasil. https://web.archive.org/web/20150906080403/http://floradobrasil.jbrj.gov.br/2010/.
3. Idárraga-Piedrahíta, A., R. D. C. Ortiz, R. Callejas Posada & M. Merello. 2011. Flora de Antioquia. Catálogo de las Plantas Vasculares, vol. 2. Listado de las Plantas Vasculares del Departamento de Antioquia. Pp. 1-939.
4. Molina Rosito, A. 1975. Enumeración de las plantas de Honduras. Ceiba 19(1): 1–118.
5. Stevens, W. D., C. Ulloa Ulloa, A. Pool & O. M. Montiel. 2001. Flora de Nicaragua. Monogr. Syst. Bot. Missouri Bot. Gard. 85: i–xlii,.

- Datos: Q4419875
- Multimedia: Simsia / Q4419875
- Especies: Simsia (Asteraceae)